# Plagiotremus goslinei
Plagiotremus goslinei är en fiskart som först beskrevs av Strasburg, 1956.  Plagiotremus goslinei ingår i släktet Plagiotremus och familjen Blenniidae. Inga underarter finns listade i Catalogue of Life.